# Julidochromis
Julidochromis er en slægt af ciclider i underfamilie Pseudocrenilabrinae. De er endemiske for Tanganyikasøen i det østlige Afrika. 
Denne slægt omfatter mindst 5 arter, hver med en række underarter og lokale varianter af usikker taksonomiske status. Yderligere taksonomiske arbejde er nødvendigt for at afgøre, hvor mange arter, der findes; de nært beslægtede Chalinochromis med yderligere to arter er nogle gange inkluderet her, og dette kan være korrekt. 
Hybridisering gør forsøg på at fastslå relationer med molekylær fylogenetiske metoder vanskeligt.
Disse fisk er ret små til mellemstore (ca. 7-15 cm.) og har en gullig grundfarve med sorte striber på langs eller et skakternet mønster.

## Adfærd
Julidochromis arter er hulelegende, dvs, at de trækker sig tilbage til huler eller sprækker hvis de føler sig truede. De lægger også æg der. Par er stort set monogame , kan dog den største mandlige opretholde haremmer (flerkoneri) , og de største hunner kan parre sig med flere hanner på flere ynglepladser . Dette er blevet registreret i både naturen og akvariet.
Hvis et par-obligation er brudt, vil de større fisk drive de mindre fisk ud af det område, undertiden dræbe dem i processen. I nogle arter i denne slægt, som Julidochromis marlieri, hvor hunnerne er væsentlig større end hannerne, og en kvindelig Julidochromis vil ofte dominere en mandlig større end sig selv.
Julidochromis arter har to gyde-rytmer. Undertiden deponere et stort antal æg (op til flere hundrede) hver 4 til 6 uger. Andre gange de gyder sekventielt, om et lille antal æg hver par dage. Sekventiel gyde resulterer i at der er yngel i forskellige aldre, der bor sammen i samme hule/sprække. Efter gydning, passer ofte begge forældre æggene.

## Julidochromis i akvariet
Julidochromis er små-mellemstore Tanganyika cichlider og lette at gyde og pleje, hvis deres basale behov er opfyldt. Som alle Tanganyika cichlider, er de bedst bevarede i hårdt vand, med en pH på 8,5 til 9,0 og en hårdhed på 12-14 kH, og i akvarier ikke mindre end 60 – 80 liter. Kun én art af Julidochromis bør holdes i et enkelt akvarium, da arter i denne slægt har tendens til at krydse nemt.
Akvariet skal dekoreres med sten der danner huler og gange, Julidochromis har de tendens til at være territoriale og noget aggressive. Dog kan Julidochromis være sky i akvariet, men holdes de med aktive fisk kan dette reducere deres tendens til at forblive skjult.

## Systematik
Arter inden for slægten :
- Julidochromis dickfeldi
- Julidochromis marlieri
- Julidochromis ornatus
- Julidochromis regani
- Julidochromis transcriptus

| Fisk | Spire Denne artikel om fisk er en spire som bør udbygges. Du er velkommen til at hjælpe Wikipedia ved at udvide den. |